# Natural Blues
«Natural Blues» es una canción del músico estadounidense Moby. Fue lanzada el 6 de marzo de 2000, como el quinto sencillo de su quinto álbum de estudio, Play (1999). La canción está construida alrededor de muestras vocales de «Trouble So Hard» de la cantante de folk estadounidense Vera Hall (1937). «Natural Blues» fue una de varias canciones de Play producidas por Moby basadas en muestras obtenidas de álbumes de música folclórica estadounidense originalmente compilados por Alan Lomax. En el Reino Unido, la canción alcanzó el puesto número 11 en la lista UK Singles Chart, mientras que en Islandia alcanzó el puesto número uno.

## Antecedentes y composición
«Natural Blues» fue producida por Moby para su quinto álbum de estudio Play, y contiene muestras de «Trouble So Hard» de la cantante Vera Hall. Moby obtuvo las muestras de una caja de música folk compilada por Alan Lomax. Hall y Lomax reciben créditos de coautoría en la canción. «Natural Blues», descrita por Moby como una canción «bastante etérea y triste», está construida alrededor de loops de la voz de Hall de la grabación original. Moby tuvo dificultades para mezclar la pista y como resultado consideró no incluirla en Play, pero finalmente produjo una mezcla con la ayuda del dúo británico 1 Giant Leap. Al grupo I Monster también se le atribuyen las tareas de mezcla.

## Recepción crítica
Benjamin Ray de The Daily Vault, describió la canción como «un mejor ejemplo de la mezcla de letras de blues y electrónica, con un ritmo insistente y silencioso que va aumentando lentamente hasta un clímax de teclados y voces». Johnny Cigarettes de NME escribió que «en 'Natural Blues', el cantante de blues de la vieja escuela suena como si siempre hubiera tenido un elemento de PA de rave en vivo en su música. Aquí es cuando el tan cacareado eclecticismo de Moby funciona brillantemente, sonando más como un dios que como Jesus Jones». Scott Marc Becker de Salon afirmó que está «entre las mejores pistas del álbum». Añadió que la cantante Vera Hall es «tan potente en las manos de Moby como lo fue a a capela, el fantasma de su voz resuena como si todavía estuviera viva». Vickie Ilmer de Star Tribune lo llamó «un discurso introspectivo similar a un himno que cuestiona los tiempos difíciles y conserva la espiritualidad».

## Videos musicales
El fotógrafo y cineasta David LaChapelle dirigió el videoclip promocional de «Natural Blues». LaChapelle había indicado por primera vez su interés en dirigir el vídeo, y Moby, que admiraba sus trabajos, expresó sus dudas sobre la idea debido a la naturaleza «brillante y llamativa» de su trabajo anterior, que sintió que no se adaptaría a la canción. Sin embargo, LaChapelle le aseguró que su visión para el video era «algo bastante discreto y serio». El video muestra una versión mayor de Moby en silla de ruedas en un asilo de ancianos mirando videos musicales de él mismo cuando era joven. Fairuza Balk interpreta a la novia de Moby en varios de los clips. Finalmente, una figura angelical, interpretada por Christina Ricci, aparece y se lo lleva.
Cuando era niño, LaChapelle visitaba con frecuencia una comunidad de jubilados donde su madre trabajaba como enfermera. La inspiración para el concepto del video surgió directamente de una pesadilla en la que se encontró siendo anciano, necesitando usar una silla de ruedas, y abandonado en un pasillo con muchos otros ciudadanos mayores, incapaces de moverse. LaChapelle interpretó la canción como si sonara «como alguien al final de su vida, reconciliándose con el hecho de estar al final de su vida» y sintió que el concepto de casa de retiro se adaptaba al video. Comentó: «Estaba pensando que puedes tener esta vida fabulosa, joven y divirtiéndote, y en 60 años, ¿quién sabe dónde podríamos estar? Todos podríamos ser olvidados, almacenados en algún lugar». Se utilizó mucho maquillaje en Moby para darle su apariencia de anciano. El vídeo ganó el premio al «Mejor Video Musical» en los MTV Europe Music Awards de 2000, mientras que también recibió una nominación al «Mejor Video Internacional» en los MuchMusic Video Awards de ese mismo año.
Susi Wilkinson, Hotessa Laurence y Filipe Alçada también dirigieron un vídeo musical animado alternativo con el mismo estilo y con los mismos personajes del videoclip del sencillo anterior de Moby, «Why Does My Heart Feel So Bad?».

## Lista de canciones
| Sencillo CD (Estados Unidos) |                                        |          |  |
| N.º                          | Título                                 | Duración |  |
| 1.                           | «Natural Blues» (radio edit)           | 3:03     |  |
| 2.                           | «Natural Blues» (Perfecto Remix)       | 8:12     |  |
| 3.                           | «Natural Blues» (album version)        | 4:12     |  |
| 4.                           | «Natural Blues» (Mike D. Remix – edit) | 4:14     |  |
| 5.                           | «Whispering Wind»                      | 6:08     |  |

| CD1 (Reino Unido) |                                  |          |  |
| N.º               | Título                           | Duración |  |
| 1.                | «Natural Blues» (single version) | 3:03     |  |
| 2.                | «The Whispering Wind»            | 6:08     |  |
| 3.                | «Sick in the System»             | 4:17     |  |

| CD2 (Reino Unido) |                                       |          |  |
| N.º               | Título                                | Duración |  |
| 1.                | «Natural Blues» (Perfecto Remix)      | 8:12     |  |
| 2.                | «Natural Blues» (Mike D edit)         | 4:14     |  |
| 3.                | «Natural Blues» (Peace Division edit) | 6:29     |  |

| Vinilo 12" 1 (Reino Unido) |                                       |          |  |
| N.º                        | Título                                | Duración |  |
| 1.                         | «Natural Blues»                       | 4:17     |  |
| 2.                         | «Natural Blues» (Mike D Remix)        | 6:22     |  |
| 3.                         | «Natural Blues» (Peace Division edit) | 7:51     |  |

| Vinilo 12" 2 (Reino Unido) |                                      |          |  |
| N.º                        | Título                               | Duración |  |
| 1.                         | «Natural Blues» (Katcha Remix)       | 7:45     |  |
| 2.                         | «Natural Blues» (Peace Division Dub) | 8:14     |  |

## Posicionamiento en listas
| Lista (2000-2001)                             | Mejor posición |
| --------------------------------------------- | -------------- |
| Bélgica (Flandes) (Ultratip Bubbling Under)   | 5              |
| Bélgica (Valonia) (Ultratop 50)               | 28             |
| Belgium Dance (Ultratop)                      | 10             |
| Unión Europea (Eurochart Hot 100)             | 41             |
| Finlandia (OFC)                               | 13             |
| Francia (SNEP)                                | 9              |
| Alemania (Offizielle Deutsche Charts)         | 46             |
| Islandia (Íslenski Listinn Topp 40)           | 1              |
| Irlanda (IRMA)                                | 18             |
| Ireland Dance (IRMA)                          | 2              |
| Italia (Musica e dischi)                      | 9              |
| Países Bajos (Dutch Top 40)                   | 32             |
| Países Bajos (Mega Single Top 100)            | 66             |
| Escocia (Scottish Singles Sales Chart)        | 7              |
| Suiza (Schweizer Hitparade)                   | 28             |
| Reino Unido (UK Singles Chart)                | 11             |
| Reino Unido (UK Dance Chart)                  | 7              |
| Reino Unido (UK Indie Chart)                  | 3              |
| Estados Unidos Dance Club Play (Billboard)    | 11             |
| Estados Unidos Maxi-Singles Sales (Billboard) | 6              |
| Estados Unidos Modern Rock Tracks (Billboard) | 24             |

| Lista (2000)                        | Posición |
| ----------------------------------- | -------- |
| Bélgica (Ultratop Wallonia)         | 96       |
| Francia (SNEP)                      | 39       |
| Islandia (Íslenski Listinn Topp 40) | 50       |
| US Maxi-Singles Sales (Billboard)   | 46       |
| US Modern Rock Tracks (Billboard)   | 89       |

| Lista (2010)            | Mejor posición |
| ----------------------- | -------------- |
| Dinamarca (Tracklisten) | 21             |

| Lista (2018)                                | Mejor posición |
| ------------------------------------------- | -------------- |
| Bélgica (Flandes) (Ultratop 50)             | 43             |
| Bélgica (Valonia) (Ultratip Bubbling Under) | 38             |
| Bélgica (Valonia) (Ultratop 50)             | 28             |

## Certificaciones
| País        | Certificación | Ventas  |
| ----------- | ------------- | ------- |
| Reino Unido | Plata         | 200 000 |

## Historial de lanzamientos
| País           | Fecha                   | Formato(s)        | Discográfica | Ref.          |
| -------------- | ----------------------- | ----------------- | ------------ | ------------- |
| Estados Unidos | 14 de diciembre de 1999 | Radio alternativa | V2           | [ 54 ]        |
| Reino Unido    | 6 de marzo de 2000      | Vinilo 12", CD    | Mute         | [ 55 ] [ 56 ] |

## Otras versiones
Una versión de «Natural Blues» interpretada en vivo en First Avenue por el músico estadounidense Mark Mallman fue lanzada en su álbum de 2003 Live from First Avenue, Minneapolis.